# Wanniyala agrabopath
Wanniyala agrabopath là một loài nhện trong họ Pholcidae. Loài này được phát hiện ở Sri Lanka và là loài điển hình của chi Wanniyala.